# Municipio de Star Valley (condado de Gregory)
El municipio de Star Valley (en inglés: Star Valley Township) es un municipio ubicado en el condado de Gregory en el estado estadounidense de Dakota del Sur. En el año 2010 tenía una población de 68 habitantes y una densidad poblacional de 0,48 personas por km².

## Geografía
El municipio de Star Valley se encuentra ubicado en las coordenadas 43°3′55″N 98°44′38″O / 43.06528, -98.74389. Según la Oficina del Censo de los Estados Unidos, el municipio tiene una superficie total de 142.47 km², de la cual 125,01 km² corresponden a tierra firme y (12,25 %) 17,46 km² es agua.

## Demografía
Según el censo de 2010, había 68 personas residiendo en el municipio de Star Valley. La densidad de población era de 0,48 hab./km². De los 68 habitantes, el municipio de Star Valley estaba compuesto por el 97,06 % blancos, el 2,94 % eran amerindios. Del total de la población el 0 % eran hispanos o latinos de cualquier raza.